# Das Kriminalmuseum: Nur ein Schuh
Nur ein Schuh ist der dritte Fernsehfilm der Krimireihe Das Kriminalmuseum. Die deutsche Erstausstrahlung erfolgte am 20. Juni 1963 im ZDF. Das Szenenbild stammt von Peter Scharff.

## Inhalt
Herr König (54) ruft die Polizei an: seine Frau Beate (37) liegt ermordet durch einen Kopfschuss zuhause auf dem Fußboden. Mit ihren Händen hält sie einen linken Schuh umklammert, Größe 42, Marke Sarelli mit geriffelter Gummisohle, vermutlich der Schuh des Täters. Zwei ältere Damen, die im Haus nebenan wohnen, erzählen dem Kommissar von einem heftigen Streit der Königs und dass ein junger, blendend aussehender Mann, den sie „Eins-Zwei-Drei“ nennen, weil sein Auto das Nummernschild „RK-123“ hat, das Haus immer dann von der gartenseitigen Rosenstraße über ein altes Gartentor aus betreten habe, wenn Herr König auf Dienstreise ist. Tatsächlich hatte Frau König einen Liebhaber, der zunächst auch Hauptverdächtiger ist…